# Workout

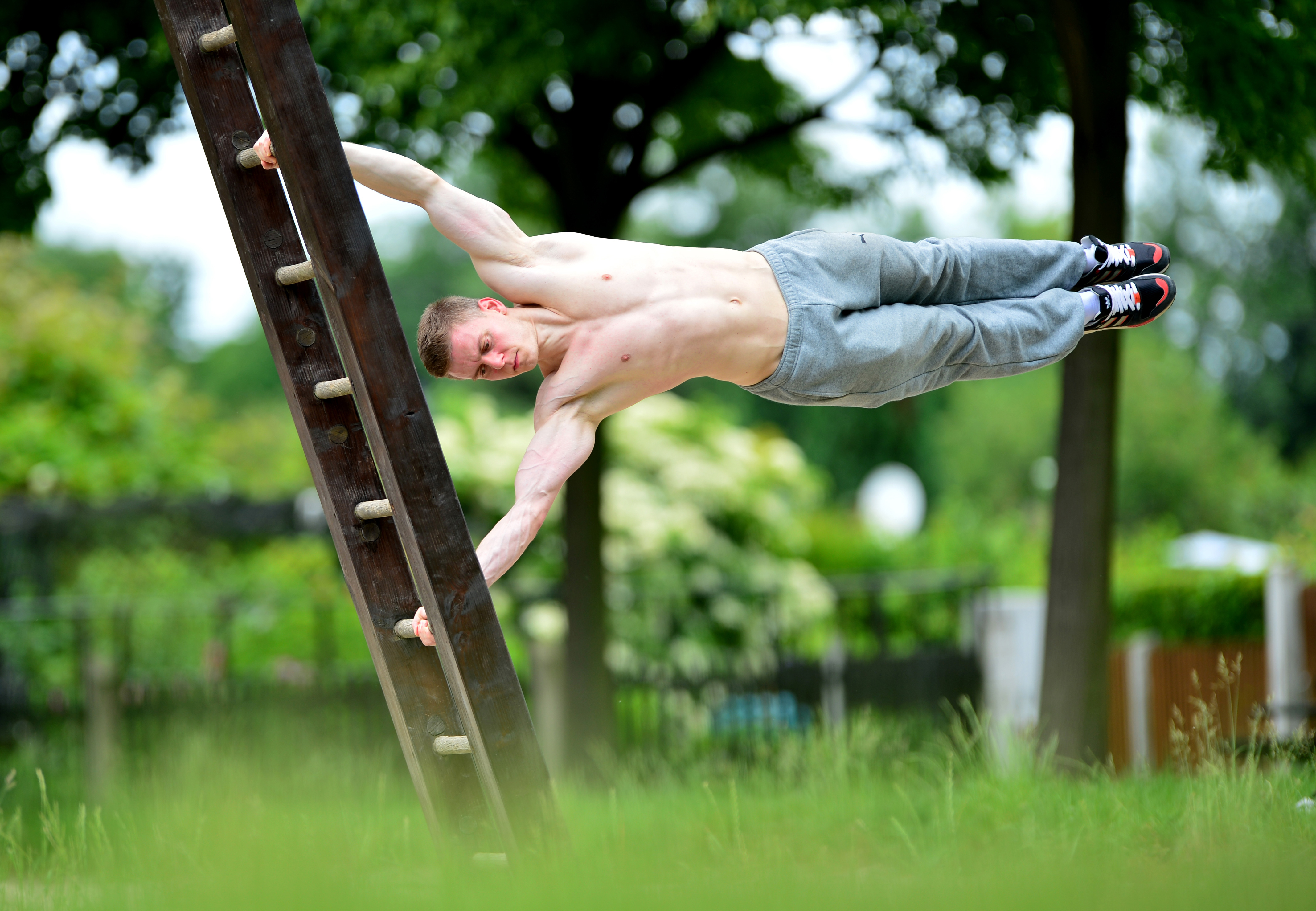
Street workout – prvek "Vlajka"

Street workout (z angl. trénování, hovor. venkovní fitness) je sportovní aktivita s vlastní vahou těla, která zahrnuje různé cviky na veřejných sportovních hřištích, především na hrazdě, bradlech, žebřinách, horizontálních žebřících, kruzích a jiných konstrukcích, nebo i bez jejich použití (na zemi). Hlavní důraz je kladen na cvičení s vlastní vahou, rozvoj síly a vytrvalosti. Lidé, kteří se workoutem zabývají, nazývají sami sebe porůznu: workouteři, pouliční (street) sportovci atd. V česku byl a je street workout spojován také s pojmem kalistenika.

## Historický vývoj street workoutu v zemích SNS
Hrazdy a bradla se aktivně stavěly na stromech a u škol už v době SSSR hlavně za účelem přispění ke zdravému životnímu stylu mládeže. Se stejným záměrem byly zavedeny normy GTO (pozn. překladatele "Готов к труду и обороне" – program tělovýchovné přípravy ve vzdělávacích, profesionálních a sportovních organizacích SSSR), které zahrnovaly také přítahy na hrazdě. Už tehdy se začali mnozí mladí zajímat o pohyb a aktivně sportovat na hřištích. Je třeba také zmínit, že ne ve všech zemích najdeme podobná sportovní zařízení postavená venku.
Začátkem 21. století se s rozvojem internetu zvýšila také mezinárodní výměna informací. Zprávy a informace z jakéhokoliv koutu světa se staly dostupnějšími. V té době se na jedné stránce nabízející služby videohostingu začaly objevovat amatérské videoklipy se zvláštním cvičením na ulici (angl. Street workout). Některé byly nazývány jako ghetto-trénink (angl. Ghetto workout), což mohlo mít spojitost s tím, že videa na internet vkládali Afroameričané žijící v tzv. ghettech. Některá videa zaujala mládež na celém světě.
Postupem času se zvyšoval počet příznivců v zemích SSSR, např. v Rusku, Kazachstánu, Bělorusku a na Ukrajině. Těchto zájmů si všimly i úřední orgány a začala se stavět speciální hřiště s potřebným vybavením a prvky, důležitými pro správný „venkovní trénink“. Uvedený typ cvičení se označuje také jako venkovní fitness nebo jednoduše pouliční cvičení.  

## Workout v jiných zemích
I v jiných zemích se toto cvičení těší velké oblibě. Např. v Polsku se buduje čím dál více speciálně upravených hřišť, kde se vedou tréninky a organizují soutěže. Nová hřiště se budují také v Portugalsku. Jisté pokusy o prosazení této aktivity se objevují i v Německu za pomoci ruských Němců.

## Styly a klasifikace workoutu
Workout se často zaměňuje s jiným druhem venkovního sportu jako je např. „pouliční gymnastika“, jež se vlastně také zrodila na venkovních hřištích.
Pouliční (street) gymnastika – hlavní myšlenkou je provedení gymnastických prvků na obyčejném venkovním nářadí.
Ti, kteří dělají workout často, se neřadí k žádnému konkrétnímu stylu a cviky čerpají z několika oblastí.

## Nejznámější cviky
- STATICKÉ CVIKY

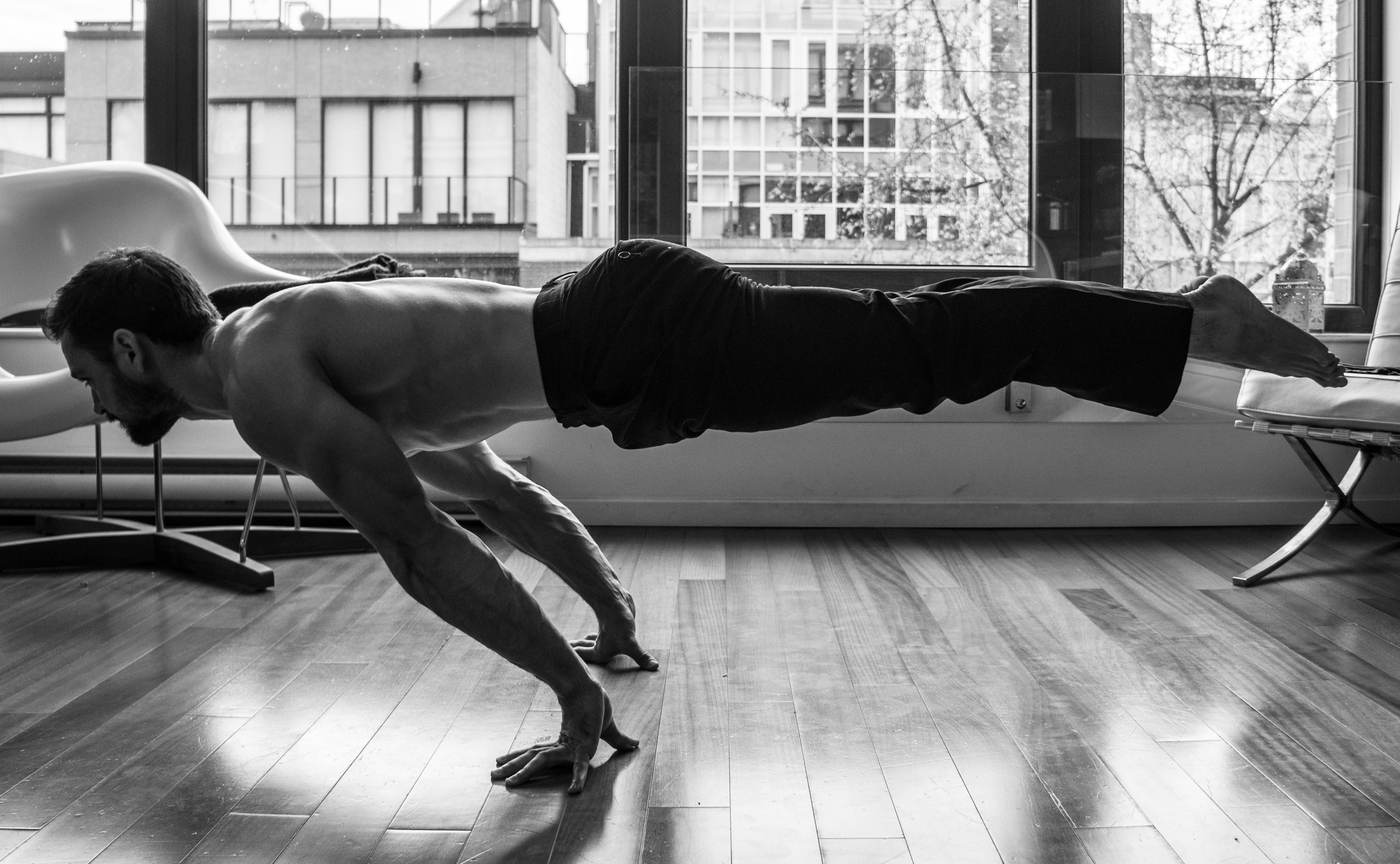
Workout - cvik "Planč" (Planche)

- Horizont ("planche") - přímá rovnováha, základní statický prvek silové gymnastiky. Cvičí se na břevně, tyči, bradlech i jiných horizontálních konstrukcích. K výkonu tohoto cviku je potřeba důkladná fyzická příprava. Při tomto prvku nejvíce pracují široké zádové svaly, ramenní pletenec, přímé a šikmé břišní svalstvo. Tento cvik může mít několik variant: boční, letadlo, na 1 ruce
- Planche na hrazdě, bradlech, zemi
- Maltese na hrazdě, bradlech, zemi
- Front lever
- Back lever
- Stojka na rukou na hrazdě, bradlech, zemi
- V-sit
- L-sit
- Vlajka (human flag) – může se provádět jako statický cvik, kdy se střed těla dostane do horizontální polohy rovnoběžně se zemí, ruce se drží žebřin, jejich vertikální tyče. Jako cvik na opakování - zvednutí těla do vodorovné nebo svislé polohy. Obtížnější verze - přidat kliky.
- Dragon flag
- DYNAMICKÉ PRVKY
- swing 360
- muscle up 360
- přeskok hrazdy
- palm spin
- shrimp flip
- swing 540
- muscle up 540

## Specifika soutěží
Porota – je sestavena z lidí, kteří již dlouho dělají workout a z vlastní zkušenosti dokáží posoudit složitost cviku. Pět rozhodujících parametrů při hodnocení: síla, efekt, přesnost, množství prvků v sestavě, charisma.
Soutěž může probíhat ve volném stylu – každý předvede svůj program, nebo formou souboje ("battle" z angl. boj, bitva), kdy 2 soupeři postupně předvádí svůj program a následně porotci vyberou toho lepšího nebo porota hodnotí bodově a soutěžící s nejvyšším počtem bodů vyhrává.

### Mezinárodní soutěže a mistrovství
První mezinárodní mistrovství se konalo v srpnu v roce 2011 v Rize (Lotyšsko), kde se stal vítězem ukrajinský sportovec Jevgenij Kozyr. Na mistrovství v roce 2012 se na prvním místě umístil Jevgenij Kočerga (Ukrajina), jako druhý byl Jevgenij Kozyr (Ukrajina) a třetí Nikolaj Lobanov (Rusko). Jevgenij Kočerga předvedl nejlepší individuální vystoupení – přitahoval se se 16kilovým závažím v zubech. V rámci III. Superfinále světového poháru v pouliční gymnastice, které se konalo 19. prosince 2015, se první umístil – Daniels Laizāns (Lotyšsko), na druhém místě – Michail Muchorjanov (Rusko), a třetí skončil Rémy Gresteau (Francie).
| Datum              | Město          | Země       | Druh soutěže         |
| ------------------ | -------------- | ---------- | -------------------- |
| 27.–28. srpen 2011 | Riga           | Lotyšsko   | mistrovství světa    |
| 2. červen 2012     | Dněpropetrovsk | Ukrajina   | mezinárodní festival |
| 4. srpen 2012      | Riga           | Lotyšsko   | mistrovství světa    |
| 8. prosinec 2012   | Moskva         | Rusko      | národní pohár        |
| 27. duben 2013     | Astana         | Kazachstán | mistrovství světa    |
| 29. červen 2013    | Dněpropetrovsk | Ukrajina   | mezinárodní festival |
| 28. červenec 2013  | Tula           | Rusko      | mezinárodní utkání   |
| 3. srpen 2013      | Riga           | Lotyšsko   | mistrovství světa    |

## Nejužívanější tréninkové cviky

Přítah – základní cvik workoutu

- Přítahy na hrazdě (pull up) – silový cvik na opakování, při kvalitním provedení je třeba bradu dostat až nad úroveň hrazdy, při spouštění těla dolů - plně propnut ruce v loktech, vyvarovat se setrvačných a trhavých pohybů. Těžší varianta cviku - pomocí různých uchopení rukou (nadhmatem, podhmatem, široké, úzké, zkřížené), přítahy za hlavu, na jedné ruce, s postupnou výměnou rukou, s imitací chůze (styl robota), se závažím, horizontálních přítahů (známé také jako „psací stroj“) nalevo nebo napravo (vpřed-vzad), přičemž je brada nad hrazdou (ruce je nutné propínat v loktech), přítahů v předním visu (viz níže) atd.
- Muscle up – další silové cvičení na opakování, pro jeho správné provedení je nutné při zdvihu nahoru nad hrazdu i spuštění dolů plně propnout lokty, vyvarovat se setrvačných a škubavých pohybů.
- Kliky (push up) – cvik na opakování: provádí se ve vzporu vleže, poté pokrčíme ruce v loktech, spouštíme tělo do paralely se zemí, následně napřímíme paže, vracíme se do původní polohy. Existuje spousta stylů a obtížností s variantami rozložení rukou (na šířku), opory rukou (dlaň, pěst, prsty atd.), výška opory (např. "Hanibalovy kliky", které se provádí jako klasické kliky, ale ruce se kladou na vyvýšené místo asi 30-70 cm. V tomto případě je povoleno spustit tělo níže přední opory, v jiném případě se na zvýšené místo umisťují nohy).
- Kliky na bradlech (dips) – pro jejich správné provedení je nutné vyvarovat se setrvačných a škubavých pohybů těla, při zdvihu nahoru nad hrazdu zcela propnout lokty, při spouštění pokrčit lokty do pravého úhlu nebo méně, tělo by se mělo zvedat a spouštět ve vertikální poloze bez náklonu trupu vpřed. Mnohem náročnější verze cviku - kliky na bradlech v horizontální poloze (při výkonu tohoto cviku je nutné kontrolovat polohu těla striktně v horizontální poloze) a ve stojce na rukou (snažte se tělo držet zpříma, bez naklonění vpřed nebo vzad, ruce svisle k zemi).
- Přední vis – může se provádět také jako statický cvik, s udržením trupu těla v horizontální poloze k zemi, kdy ruce se drží za břevno hrazdy (břevno se nachází před cvičícím); nebo jako cvik na opakování se zvednutým trupem do "horizontu". Náročnější verze cviku se provádí za pomoci pouze jedné ruky, držící se prsty za hrazdu při současné rotaci boků ve visu atd.

Známé jsou také doplňkové cviky pro posílení izolovaných svalů. Pro rozvoj tlaku se praktikuje cvik na opakování se spouštěním a zvedáním nohou (někdy se jedná o rolování) nebo zvedáním a spouštěním trupu (tělo se drží pomocí nohou zapřených např. za bradla).
Při většině cviků se užívá pouze váha vlastního těla (kalistenika), avšak v některých případech se mohou použít závaží (tím může posloužit také partner).

## Workoutové hřiště
Standardní vybavení workoutových hřišť:
- prolézačky (kruhové, ohýbané, kulaté);
- hrazda (klasická, vysoká, nízká, kaskáda);
- žebřiny
- bradla (úzká, široká);
- lavice na bench press
- šikmá lavice na břicho
- monkey bar ( ručkovací žebřina )
- konzole pro gymnastické kruhy

Nejznámější značky workoutových hřišť ve světě
- Kenguru.pro
- Barmania

Z českých pak:
- WOclub
- Work4out
- RVL 13
- Remas-store.com